# Sister Morphine
"Sister Morphine" er en sang, der originalt blev udgivet som single af den engelske sangerinde Marianne Faithfull ”, og senere af rock ’n’ roll bandet The Rolling Stones, den kan findes på deres album Sticky Fingers fra 1971. På grund af dens omstridte tekst blev den afvist i butikkerne, og solgte derfor skidt.
| Citat | The scream of the ambulance is sounding in my ears. Tell me, Sister Morphine, how long have I been lying here? What am I doing in this place? Why does the doctor have no face? Oh, I can't crawl across the floor. Ah, can't you see, Sister Morphine, I'm trying to score. | Citat |
|       | |       |

Faithfull hævder at hun aldrig havde haft kontakt med morfin, da hun originalt skrev sangen. Faithfull var sammen med Mick Jagger på det tidspunkt hun skrev sangen, men hendes ukontrolleret afhængighed af stoffer skilte dem fra hinanden. Hun var dybt afhængig af heroin, på det tidspunkt sangen udkom på Sticky Fingers .
The Stones version blev indspillet i maj og juni 1969, men blev aldrig udgivet som single. Med Jagger som sanger er der udover Ry Cooder på slide guitar, Keith Richards på akustisk guitar, og Jack Nitzsche på klaver.
Sangen blev krediteret til Jagger/Richards, så Marianne Faithfull ikke fik pengene som hun så ville blive nødt til at betale til hendes manager, og de andre hun skyldte. Faithfull fik dog stadig en tredjedel af de relevante penge. Hun skrevet i sin biografi fra 1994:” Jeg levede af de penge fra “Sister Morphine” i mange år.” Faithfulls navn blev til sidst skrevet på den genudgivet Sticky Fingers i 1994. 

### Fodnote
1. ↑  Marianne Faithfull synger ”Sister Morphine
2. ↑  Sister Morphine by The Rolling Stones Songfacts